# Алду, Жозе
Жозе́ А́льдо да Силва Оливейра Жуниур (род. 9 сентября 1986, Манаус, Бразилия) — бразильский боец смешанного стиля (ММА), выступавший в легчайшей и полулегкой весовой категории под эгидой UFC. Альдо был четвёртым и последним чемпионом WEC в полулёгком весе и таким образом стал первым чемпионом UFC в полулёгком весе после объединения UFC и WEC.Член зала славы UFC. Бывший двукратный чемпион UFC в полулёгком весе.
Альдо считается одним из величайших бойцов смешанных боевых искусств всех времён и часто рассматривается как один из величайших бойцов полулёгкого веса всех времён, т.к защитил титул семь раз свой титул UFC и дважды — титул WEC, так же был на вершине среди лучших бойцов независимо от весовой категории (англ. pound-for-pound)

## MMA карьера

### Ранние годы
Свой первый бой Жозе Алду провёл в возрасте семнадцати лет на EcoFight 1 10 августа 2004 года. Его противником стал соотечественник, неизвестный Марио Бигола, который был нокаутирован ударом ногой в голову на 18-й секунде.
Свой второй бой Алду провёл против соотечественника Ходсона Рохи на турнире Shooto Brazil. Бой был закончен в первом раунде техническим нокаутом (остановка врачом) в результате рассечения на левом глазу Рохи, вызванного ударом колена.
Спустя 5 месяцев Алду провёл свой третий бой против дебютанта Луиса де Паулы на турнире Shooto Brazil 7. Алду победил удушающим приёмом (Arm Triangle Choke) и заставил противника сдаться спустя 56 секунд после начала первого раунда.
Следующие несколько лет Алду бился в разных организациях, он дрался с ветераном Vale Tudo и Shooto Аритано Силвой Барбозой, которого победил ударами ног (Soccer Kicks) спустя 22 секунды после начала раунда. Позже он снова бился с Андерсоном Силвериу, которого также победил ударами ног (Soccer Kicks) спустя 7:33 после начала раунда. После этого Алду поехал в Англию, где дрался на турнире FX3-Battle of Britain 15 октября 2005 года с Мики Янгом, которого победил техническим нокаутом (удары) спустя 1:05 после начала раунда.

### Поражение от Азеведу
Спустя всего лишь месяц Алду провёл бой против обладателя чёрного пояса по Лута Ливри Лучану Азеведу на турнире Jungle Fight 5. В том бою Алду выиграл первый раунд, но во втором раунде Алду отдал спину и попался на удушающий приём (Rear Naked Choke). До боя с Конором Макгрегором это было единственное поражение Жозе Алду.

### Восстановление
Следующий свой бой Алду провёл против тогда непобедимого Тиагу Меллера, на турнире GoldFC 1, которого выиграл решением большинства в очень плотной борьбе. Первый раунд был за Алду, он провёл 2 тейкдауна (оба раза входя в халф гард) и рассёк бровь противнику ударом левой руки. Но Меллеру удавалось два раза поймать Алду на болевой приём (Armbar), гипервытягивая его руку первый раз до того, как Алду удалось вырваться. Второй раунд тоже остался за Алду, который уложил Меллера и наносил хаммерфисты. В третьем раунде противники провели большую часть раунда в клинче.

### World Extreme Cagefighting
Алду дебютировал в WEC 1 июня 2008 года. В своём первом бою за эту организацию он победил известного спортсмена Алешандре Франку Ногейру на турнире WEC 34. Следующий свой бой Алду выиграл 7 июня 2009 года в поединке против Куба Свансона двойным ударом колена через 8 секунд после начала первого раунда. Алду выиграл чемпионат WEC в полулёгком весе, в котором одержал победу над Майком Брауном нокаутом во втором раунде. Алду удалось сесть в маунт на спину Брауна и наносить удары, после которых судья был вынужден остановить бой. 24 апреля 2010 года Алду столкнулся с бывшим чемпионом Юрайей Фейбером, которого победил единогласным решением судей (49-45, 49-45, 50-45). Это была единственная победа Алду решением в WEC. Алду защищал свой титул 30 сентября 2010 года против Манвела Гарбуряна, которого нокаутировал спустя 92 секунды после начала второго раунда. Лагерь Алду часто изъявлял желание перейти в лёгкий вес, UFC предлагали бой против Кенни Флориэна в лёгком весе, но лагерь Алду отказался, и Жозе решил продолжить защиту своего титула в WEC в полулёгком весе.

### Ultimate Fighting Championship
28 октября 2010 WEC присоединились к UFC. В связи с присоединением все бойцы WEC были переданы UFC. Алду получил пояс чемпиона UFC в полулёгком весе 20 ноября 2010 года. Жозе должен был провести свою первую защиту пояса на UFC 125 против Джоша Гриспи, но бой пришлось отложить из-за травмы шеи Алду сразу через 3 дня после вручения пояса. Первая защита пояса состоялась 30 апреля на турнире UFC 129 против Марка Хоминика. Следующий бой был против Кенни Флориана, который закончился победой Алду. В следующей защите Жозе Алду на последней секунде первого раунда нокаутировал американца Чеда Мендеса.
После череды травм и смен оппонентов, соперником Алду был назначен бывший чемпион в лёгком весе Фрэнки Эдгар. На UFC 156 Алду защитил свой титул, победив Эдгара единогласным решением судей. 3 августа на UFC 163 был назначен бой между Жозе Алду и чемпионом UFC в лёгком весе Энтони Петтисом. Однако в середине июня Петтис получил травму колена и был заменён на корейца Чен Сун Юнга. Алду в очередной раз защитил титул, победив техническим нокаутом в четвёртом раунде. На UFC 179 состоялся реванш Жозе Алду с Чедом Мендесом. В напряжённом поединке Жозе победил единогласным решением судей. Бой был признан лучшим в 2014 году. 12 декабря 2015 года ирландец Конор Макгрегор стал чемпионом UFC в полулегком весе, нокаутировав в титульном поединке бразильца Жозе Алдо. Бой прошёл в Лас-Вегасе (США) и завершился уже на 13-й секунде. Эта победа стала самой быстрой в истории титульных боев организации.

### Чемпионство в UFC
C 2010 по 2015 год Жозе Алду был непобедимым чемпионом полулегкой весовой категории UFC. Защищал пояс на протяжении пяти лет 7 раз, от таких именитых бойцов, как Фрэнки Эдгар, Чед Мендес (дважды), Рикардо Ламас, Чон Чхан Сон (Корейский Зомби) Однако в последние годы Алду стал часто травмироваться и реже выступать в октагоне. Номер один в рейтинге бойцов организации UFC вне зависимости от весовой категории, славившийся спокойствием, Алду изменил себе с появления в его жизни Конора Макгрегора и в топе рейтинга полулегкого дивизиона, соответственно. Острый на язык Макгрегор не стеснялся в выражениях относительно Жозе в своих интервью и пресс-конференциях, а на одном совместном пресс-показе отобрал у Алду пояс, который Жозе попытался тут же вернуть, но попытки были тщетны. Пояс удалось вернуть только с помощью сотрудников охраны UFC, работавших на пресс-конференции. Бразилец, во время всего времени раскрутки этого поединка, пытался платить ирландцу той же монетой: так же сквернословить в сторону Макгрегора, но не был похож на самого себя, и видно было, что ирландец задел Жозе основательно своими словами и выходками.
Бой между Алду и Макгрегором должен был состояться 11 июля 2015 на турнире UFC 189. Но тогда бразилец отказался от выступления, сославшись на травму. Вместо него в октагон вышел американец Чед Мендес. Долгожданный поединок Алду-Макгрегор всё же состоялся 12 декабря 2015 года в рамках UFC 194. Постоянное психологическое давление ирландца сделало своё — перед боем Алду был безумно подавленным, возбуждённым, нервным и не смог должным образом настроиться. Такой настрой на бой стоил бразильцу чемпионского пояса. Макгрегор нокаутировал оппонента встречным контр-ударом на 13-й секунде первого раунда, нанеся второе и очень болезненное поражение в карьере Алду. Последствия поражения Макгрегору припоминаются до сих пор.

### Дальнейшая карьера
После поражения, Жозе Алду провел бой за вакантный временный пояс против Френки Эдгара и одержал победу единогласным решением на юбилейном турнире UFC 200. Позже после окончательного ухода Конора Макгрегора из полулегкой весовой категории был объявлен регулярным чемпионом UFC в полулегком весе. Следующую защиту титула Жозе Алду проводил против идущего на победной серии гавайца Макса Холлоуэя. Бой завершился нокаутом в третьем раунде, когда Алду просел в кардио, чем и воспользовался Холлоуэй.
18 сентября 2022 года, в тот же день, когда родился его сын, было объявлено, что Альдо ушел из ММА, и по его контракту с UFC остался один бой. Несмотря на первоначальные сообщения, Альдо остается связанным контрактом с UFC, но ему было предоставлено разрешение на реализацию возможностей в других видах спорта.

### Возвращение в UFC
Альдо, вернувшийся из отставки, встретился с Джонатаном Мартинесом 4 мая 2024 года на турнире UFC 301. Он выиграл бой единогласным решением судей.
Альдо встретился с Марио Баутистой 5 октября 2024 года на турнире UFC 307. Несмотря на то, что он отразил десять из десяти тейкдаунов, он проиграл бой раздельным решением судей. 9 из 18 СМИ оценили бой как в пользу Альдо, и 9 в пользу Баутисты.
Альдо встретился с Айманном Захаби в полулегком весе 10 мая 2025 года на турнире UFC 315. Первоначально бой был запланирован на легчайший вес, но был изменен в день взвешивания после того, как Альдо не смог сделать вес. Альдо проиграл бой единогласным решением судей. 16 из 20 СМИ оценили бой как в пользу Альдо, 2 ничью и 2  в пользу Захаби. После боя Альдо объявил о завершении карьеры.

## Титулы и достижения
- Ultimate Fighting Championship
  - Бывший чемпион UFC в полулегком весе (дважды)
  - 7 успешных защит титула
  - Бывший временный чемпион UFC в полулегком весе
  - Обладатель премии «Лучший бой вечера» (четыре раза) против Марка Хоминика, Фрэнки Эдгара, Чеда Мендеса и Макса Холлоуэйя
  - Обладатель премии «Выступление вечера» (дважды) против Джереми Стивенса и Ренато Мойкано
  - Занимал 1 строчку P4P до 12 декабря 2015
  - Наибольшее количество последовательных защит титула в истории UFC в полулегком весе (7)
  - Больше всего титульных боев в истории UFC в полулегком весе (11)
- World Extreme Cagefighting
- Бывший чемпион WEC в полулёгком весе (один раз, последний)
  - Две успешных защиты титула
- Самый молодой чемпион в истории WEC (23 года)
- Обладатель премии «Лучший нокаут вечера» (три раза) против Роландо Переса, Каба Свонсона, Майка Брауна
- Наибольшее количество побед подряд в истории WEC (восемь)
- Sherdog
  - Лучший боец года (2009)[3]
- World MMA Awards
  - Лучший бой года (2014) против Чеда Мендеса на UFC 179[4]
- ESPN
  - Лучший бой года (2014) против Чеда Мендеса на UFC 179[5]
- BloodyElbow.com
  - Лучший бой года (2014) против Чеда Мендеса на UFC 179[6]
- MMAJunkie.com
  - Лучший бой года (2014) против Чеда Мендеса на UFC 179[7]
  - Лучший бой месяца (октябрь 2014) против Чеда Мендеса на UFC 179[8]

## Статистика
| Боёв 42  | Побед 32 | Поражений 10 |
| -------- | -------- | ------------ |
| Нокаутом | 17       | 4            |
| Сдачей   | 1        | 1            |
| Решением | 14       | 5            |

| Результат | Рекорд | Соперник                 | Способ                                                    | Турнир                                     | Дата             | Раунд | Время      | Место                    | Примечание                                                                                        |
| --------- | ------ | ------------------------ | --------------------------------------------------------- | ------------------------------------------ | ---------------- | ----- | ---------- | ------------------------ | ------------------------------------------------------------------------------------------------- |
| Поражение | 32-10  | Айманн Захаби            | Единогласное решение                                      | UFC 315                                    | 10 мая 2025      | 3     | 5:00       | Монреаль, Квебек, Канада | Бой в полулёгком весе; после боя объявил о завершении карьеры                                     |
| Поражение | 32-9   | Марио Баутиста           | Раздельное решение                                        | UFC 307                                    | 5 октября 2024   | 3     | 5:00       | Солт-Лейк-Сити, Юта, США |                                                                                                   |
| Победа    | 32-8   | Джонатан Мартинез        | Единогласное решение                                      | UFC 301                                    | 4 мая 2024       | 3     | 5:00       | Рио-де-Жанейро, Бразилия |                                                                                                   |
| Поражение | 31-8   | Мераб Двалишвили         | Единогласное решение                                      | UFC 278                                    | 20 августа 2022  | 3     | 5:00       | Солт-Лейк-Сити, Юта, США |                                                                                                   |
| Победа    | 31-7   | Роб Фонт                 | Единогласное решение                                      | UFC on ESPN: Фонт vs. Алду                 | 4 декабря 2021   | 5     | 5:00       | Лас Вегас, Невада, США   |                                                                                                   |
| Победа    | 30-7   | Педру Муньюс             | Единогласное решение                                      | UFC 265                                    | 8 августа 2021   | 3     | 5:00       | Хьюстон, Техас, США      |                                                                                                   |
| Победа    | 29-7   | Марлон Вера              | Единогласное решение                                      | UFC Fight Night: Томпсон vs. Нил           | 19 декабря 2020  | 3     | 5:00       | Лас-Вегас, США           |                                                                                                   |
| Поражение | 28-7   | Петр Ян                  | Технический нокаут (удары руками)                         | UFC 251                                    | 12 июля 2020     | 5     | 3:24       | Абу-Даби, ОАЭ            | Бой за титул чемпиона UFC в легчайшем весе.                                                       |
| Поражение | 28-6   | Марлон Мораис            | Раздельное решение                                        | UFC 245                                    | 14 декабря 2019  | 3     | 5:00       | Лас-Вегас, США           | Дебют в легчайшем весе.                                                                           |
| Поражение | 28-5   | Александр Волкановски    | Единогласное решение                                      | UFC 237                                    | 11 мая 2019      | 3     | 5:00       | Рио-де-Жанейро, Бразилия |                                                                                                   |
| Победа    | 28-4   | Ренату Мойкану           | TKO (удары)                                               | UFC Fight Night: Assunção vs. Moraes 2     | 2 февраля 2019   | 2     | 0:44       | Форталеза, Бразилия      | «Выступление вечера» (2)                                                                          |
| Победа    | 27-4   | Джереми Стивенс          | TKO (удары руками)                                        | UFC on Fox: Alvarez vs. Poirier 2          | 28 июля 2018     | 1     | 4:19       | Калгари, Канада          | «Выступление вечера» (1)                                                                          |
| Поражение | 26-4   | Макс Холлоуэй            | TKO (удары)                                               | UFC 218                                    | 3 декабря 2017   | 3     | 4:51       | Детройт, США             | Бой за титул чемпиона UFC в полулегком весе.                                                      |
| Поражение | 26-3   | Макс Холлоуэй            | TKO (удары)                                               | UFC 212                                    | 3 июня 2017      | 3     | 4:13       | Рио-де-Жанейро, Бразилия | Утратил титул чемпиона UFC в полулегком весе. «Лучший бой вечера» (4)                             |
| Победа    | 26-2   | Фрэнки Эдгар             | Единогласное решение                                      | UFC 200                                    | 9 июля 2016      | 5     | 5:00       | Лас-Вегас, США           | Завоевал титул временного чемпиона UFC в полулёгком весе. Позже объявлен бесспорным чемпионом.    |
| Поражение | 25-2   | Конор Макгрегор          | Нокаут (удар)                                             | UFC 194                                    | 12 декабря 2015  | 1     | 0:13       | Лас-Вегас, США           | Утратил титул чемпиона UFC в полулёгком весе.                                                     |
| Победа    | 25-1   | Чед Мендес               | Единогласное решение                                      | UFC 179                                    | 25 октября 2014  | 5     | 5:00       | Рио-де-Жанейро, Бразилия | Защитил (7) титул чемпиона UFC в полулёгком весе. «Лучший бой вечера» (3)                         |
| Победа    | 24-1   | Рикардо Ламас            | Единогласное решение                                      | UFC 169                                    | 1 февраля 2014   | 5     | 5:00       | Ньюарк, США              | Защитил (6) титул чемпиона UFC в полулёгком весе.                                                 |
| Победа    | 23-1   | Чон Чхан Сон             | Технический нокаут (удары)                                | UFC 163                                    | 3 августа 2013   | 4     | 2:00       | Рио-де-Жанейро, Бразилия | Защитил (5) титул чемпиона UFC в полулёгком весе.                                                 |
| Победа    | 22-1   | Фрэнки Эдгар             | Единогласное решение                                      | UFC 156                                    | 2 февраля 2013   | 5     | 5:00       | Лас-Вегас, США           | Защитил (4) титул чемпиона UFC в полулёгком весе. «Лучший бой вечера» (2)                         |
| Победа    | 21-1   | Чед Мендес               | Нокаут (удар коленом)                                     | UFC 142                                    | 14 января 2012   | 1     | 4:59       | Рио-де-Жанейро, Бразилия | Защитил (3) титул чемпиона UFC в полулёгком весе.                                                 |
| Победа    | 20-1   | Кенни Флориан            | Единогласное решение                                      | UFC 136                                    | 8 октября 2011   | 5     | 5:00       | Хьюстон, США             | Защитил (2) титул чемпиона UFC в полулёгком весе.                                                 |
| Победа    | 19-1   | Марк Хоминик             | Единогласное решение                                      | UFC 129                                    | 30 апреля 2011   | 5     | 5:00       | Торонто, Канада          | Защитил (1) титул чемпиона UFC в полулёгком весе. «Лучший бой вечера» (1)                         |
| Победа    | 18-1   | Манвел Гамбурян          | Нокаут (удары)                                            | WEC 51                                     | 30 сентября 2010 | 2     | 1:32       | Брумфилд, США            | Защитил (2) титул чемпиона WEC в полулёгком весе. Затем объявлен чемпионом UFC в полулёгком весе. |
| Победа    | 17-1   | Юрайя Фейбер             | Единогласное решение                                      | WEC 48                                     | 24 апреля 2010   | 5     | 5:00       | Сакраменто, США          | Защитил (1) титул чемпиона WEC в полулёгком весе.                                                 |
| Победа    | 16-1   | Майк Браун               | Технический нокаут (удары)                                | WEC 44                                     | 18 ноября 2009   | 2     | 1:20       | Лас-Вегас, США           | Завоевал титул чемпиона WEC в полулёгком весе. «Лучший нокаут вечера» (3)                         |
| Победа    | 15-1   | Каб Свонсон              | Технический нокаут (удар коленом в прыжке и удары руками) | WEC 41                                     | 7 июня 2009      | 1     | 0:08       | Сакраменто, США          | Бой за статус претендента на титул чемпиона WEC в полулёгком весе. «Лучший нокаут вечера» (2)     |
| Победа    | 14-1   | Крис Микл                | Технический нокаут (удары)                                | WEC 39                                     | 1 марта 2009     | 1     | 1:39       | Корпус-Кристи, США       |                                                                                                   |
| Победа    | 13-1   | Роландо Перес            | Нокаут (удар коленом и удары руками)                      | WEC 38                                     | 25 января 2009   | 1     | 4:15       | Сан-Диего, США           | «Лучший нокаут вечера» (1)                                                                        |
| Победа    | 12-1   | Джонатан Брукинс         | Технический нокаут (удары)                                | WEC 36                                     | 5 ноября 2008    | 3     | 0:45       | Холливуд, США            |                                                                                                   |
| Победа    | 11-1   | Алешандре Франка Ногейра | Технический нокаут (удары локтем)                         | WEC 34                                     | 1 июня 2008      | 2     | 3:22       | Сакраменто, США          |                                                                                                   |
| Победа    | 10-1   | Сёдзи Маруяма            | Единогласное решение                                      | Pancrase: 2007 Neo-Blood Tournament Finals | 27 июля 2007     | 3     | 5:00       | Токио, Япония            |                                                                                                   |
| Победа    | 9-1    | Фабиу Меллу              | Единогласное решение                                      | Top Fighting Championships 3               | 2 мая 2007       | 3     | 5:00       | Рио-де-Жанейро, Бразилия |                                                                                                   |
| Победа    | 8-1    | Тиагу Меллер             | Решение большинства                                       | Gold Fighters Championship 1               | 20 мая 2006      | 3     | 5:00       | Рио-де-Жанейро, Бразилия |                                                                                                   |
| Поражение | 7-1    | Лусиану Азеведу          | Удушающий приём (сзади)                                   | Jungle Fight 5                             | 26 ноября 2005   | 2     | 3:37       | Манаус, Бразилия         | Бой в лёгком весе.                                                                                |
| Победа    | 7-0    | Мики Янг                 | Технический нокаут (удары)                                | FX3: Battle of Britain                     | 15 октября 2005  | 1     | 1:05       | Рединг, Великобритания   |                                                                                                   |
| Победа    | 6-0    | Фил Харрис               | Технический нокаут (остановка по решению врача)           | UK-1: Fight Night                          | 17 сентября 2005 | 1     | нет данных | Портсмут, Великобритания |                                                                                                   |
| Победа    | 5-0    | Андерсон Сильвериу       | Сдача (футбольные удары ногой в голову)                   | Meca World Vale Tudo 12                    | 9 июля 2005      | 1     | 8:33       | Рио-де-Жанейро, Бразилия |                                                                                                   |
| Победа    | 4-0    | Аритану Силва Барбоза    | Нокаут (футбольные удары ногой в голову)                  | Rio MMA Challenge 1                        | 12 мая 2005      | 1     | 0:20       | Рио-де-Жанейро, Бразилия |                                                                                                   |
| Победа    | 3-0    | Луис Де Паула            | Удушающий приём (треугольник руками)                      | Shooto Brazil 7                            | 19 марта 2005    | 1     | 1:54       | Рио-де-Жанейро, Бразилия |                                                                                                   |
| Победа    | 2-0    | Удсон Хоша               | Технический нокаут (остановка по решению врача)           | Shooto Brazil — Never Shake                | 23 октября 2004  | 1     | 5:00       | Сан-Паулу, Бразилия      |                                                                                                   |
| Победа    | 1-0    | Мариу Бигола             | Нокаут (удар ногой в голову)                              | EcoFight 1                                 | 10 августа 2004  | 1     | 0:18       | Макапа, Бразилия         |                                                                                                   |

## Статистика профессиональных боёв по боксу
В таблице перечислены результаты всех поединков боксёров.
В каждой строке указан результат поединка. Дополнительно номер поединка обозначен цветом, который обозначает итог поединка. Расшифровка обозначений и цветов представлена в нижеследующей таблице.
| Пример | Расшифровка                     |
| ------ | ------------------------------- |
|        | Победа                          |
|        | Ничья                           |
|        | Поражение                       |
|        | Планируемый поединок            |
|        | Поединок признан несостоявшимся |
| КО     | Нокаут                          |
| ТКО    | Технический нокаут              |
| PTS    | Решение судей (по очкам)        |
| UD     | Единогласное решение судей      |
| MD     | Решение большинства судей       |
| SD     | Раздельное решение судей        |
| RTD    | Отказ от продолжения боя        |
| DQ     | Дисквалификация                 |
| NC     | Поединок признан несостоявшимся |

| 1 | 0-0-1 | 1 апреля 2023 | Джереми Стивенс (0-0-0) | Fiserv Forum, Милуоки, Висконсин | MD (6) |